# Моймента-да-Бейра
Мойме́нта-да-Бе́йра (порт. Moimenta da Beira [moi'mẽtɐ dɐ 'bɐiɾɐ]) — посёлок городского типа в Португалии, центр одноимённого муниципалитета в составе округа Визеу. Находится в составе крупной городской агломерации Большое Визеу. По старому административному делению входил в провинцию Бейра-Алта. Входит в экономико-статистический субрегион Дору, который входит в Северный регион. Численность населения — 2,4 тыс. жителей (посёлок), 11,1 тыс. жителей (муниципалитет) на 2001 год. Занимает площадь 220 км².
Покровителем посёлка считается Иоанн Креститель (порт. João Baptista).
Праздник посёлка — 24 июня.

## Расположение
Посёлок расположен в 44 км на северо-восток от адм. центра округа города Визеу.
Муниципалитет граничит:
- на северо-востоке — муниципалитет Табуасу
- на юго-востоке — муниципалитет Сернанселье
- на юге — муниципалитет Сатан
- на западе — муниципалитет Вила-Нова-де-Пайва, Тарока
- на северо-западе — муниципалитет Армамар

## История
Посёлок основан в 1189 году.

## Население
| Численность населения муниципалитета по годам | Численность населения муниципалитета по годам | Численность населения муниципалитета по годам | Численность населения муниципалитета по годам | Численность населения муниципалитета по годам | Численность населения муниципалитета по годам | Численность населения муниципалитета по годам | Численность населения муниципалитета по годам | Численность населения муниципалитета по годам |
| --------------------------------------------- | --------------------------------------------- | --------------------------------------------- | --------------------------------------------- | --------------------------------------------- | --------------------------------------------- | --------------------------------------------- | --------------------------------------------- | --------------------------------------------- |
| 1801                                          | 1849                                          | 1900                                          | 1930                                          | 1960                                          | 1981                                          | 1991                                          | 2001                                          | 2004                                          |
| 1747                                          | 6851                                          | 14 555                                        | 13 578                                        | 15 272                                        | 12 809                                        | 12 317                                        | 11 074                                        | 11 053                                        |

## Состав муниципалитета
В муниципалитет входят следующие районы:
1. Алдея-ди-Накомба
2. Алвите
3. Аркозелуш
4. Ариш
5. Балдуш
6. Кабасуш
7. Кария
8. Каштелу
9. Леомил
10. Моймента-да-Бейра
11. Нагоза
12. Парадинья
13. Пассо
14. Пева
15. Пера-Велья
16. Руа
17. Сарзеду
18. Сегойнш
19. Север
20. Вилар